# Alceu
Alceu Rodrigues Simoni Filho (Diadema, 7 mei 1984) is een Braziliaans voetballer.